# Angela Groothuizen
Angela Paula Groothuizen (Alkmaar, 28 september 1959) is een Nederlandse zangeres, presentatrice en actrice. Ze werd bij het grote publiek aanvankelijk bekend als zangeres van de Dolly Dots.

## Jonge jaren en muziekcarrière
Angela Groothuizen werd geboren in Alkmaar. Ze heeft vier oudere broers en zussen. Na de rooms-katholieke meisjesschool ging ze naar de havo, en volgde daarna ook nog een jaar onderwijs in de VS, aan een High School in Lake Orion in de staat Michigan. Tijdens haar schooltijd maakte ze deel uit van diverse schoolbandjes. Een oudere broer zat in die tijd in de Noord-Hollandse hardrockband Howling Hurricane en vroeg haar om zich bij de band te voegen. In 1978 nam ze met die band de single "Dreamt up rock" op.
In datzelfde jaar werd Groothuizen gevraagd om in een nieuwe Nederlandse meidengroep te komen zingen. In eerste instantie voelde ze daar nog niet zo veel voor, maar later liet ze zich toch overhalen. In 1979 werd deze meidengroep, met de naam Dolly Dots, officieel opgericht.
Naast haar muzikale werk presenteerde Groothuizen in 1981 voor de televisie het programma Popcorn. Verder ontdekte ze de band Roberto Jacketti & the Scooters, doordat onderweg in de Dolly Dots-limousine de vaste chauffeur Jaap Booy een demo-cassette van het bandje van zijn zoon Jeroen Booy liet horen. Groothuizen werd enthousiast en beloofde naar een optreden te gaan kijken. Ze bleef de band uiteindelijk begeleiden en tekende in 1984 samen met Spargo-gitarist Ruud Mulder voor de productie van het eerste album van de band, Time.
Nadat de Dolly Dots in 1988 werden opgeheven, studeerde Groothuizen 3,5 jaar muziek en schreef ze liedjes voor onder andere Kinderen voor Kinderen en Carmen Gomes. In 1989 trad ze op tijdens het Worldpress Gala.
Op 25, 26 en 27 mei 2007 gaf Groothuizen, samen met de Dolly Dots, een reünieconcert in Ahoy. In 2008 gaf ze met de Dolly Dots met "the Goodbye For Now Tour" zes optredens in diverse hallen in Nederland. Toen in juli 2009 collega-Dolly Dot Ria Brieffies overleed aan longkanker gaven Groothuizen en de Dolly Dots aan nu nooit meer op te zullen treden. In 2016 kwamen ze toch weer eenmalig bij elkaar om op 13, 14 en 15 mei 2016 een gastoptreden te geven bij De Toppers in de Amsterdam Arena.
In januari 2020 werd bekendgemaakt dat Groothuizen en de Dolly Dots opnieuw bij elkaar komen voor een tournee, deze tour zal “Sisters on Tour” gaan heten. De tournee begint in het najaar van 2020 en zal lopen tot februari 2021 waarbij de Dots afsluiten in het Amsterdamse Koninklijk Theater Carré.
In maart 2008 werd Groothuizens Nederlandstalige cd 'Melk en Honing' gepresenteerd. De cd is geproduceerd door Nico Brandsen en ingespeeld door onder anderen Eric van de Bovenkamp, Jeroen Molenaar en Rob Hendriks.
In april 2013 won Groothuizen de Annie M.G. Schmidt-prijs 2012 voor het nummer 'Vinkeveen', samen met tekstschrijven Jan Beuving en componist Nico Brandsen. In 2015 stak ze samen met Nico Brandsen 14 sinterklaasliedjes in een nieuw jasje. Van het Sinterklaas meezingboek werden meer dan 175.000 exemplaren verkocht en het behaalde hiermee de status van viermaal platina.

## Televisie

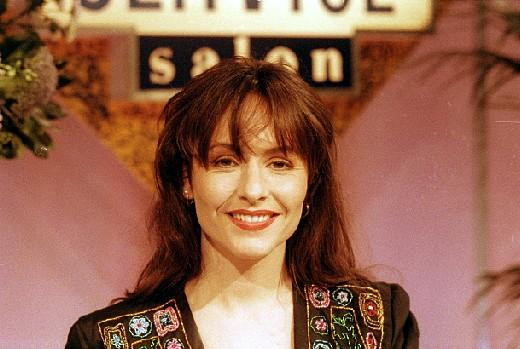
Groothuizen bij AVRO Service Salon

Groothuizen werkte jarenlang bij de AVRO. Een van haar bekendste programma's was De Uitdaging, een van de eerste realityprogramma's op de Nederlandse televisie.
Het jongerenprogramma Sex met Angela kreeg wereldwijde aandacht, onder meer met een uitnodiging in de talkshow van Phil Donahue in New York. Ook bereikte zij hiermee het programma Date Line. Van 1999 tot en met 2005 presenteerde ze Wie is de Mol?. Daarnaast zette ze het Junior Eurovisiesongfestival op en presenteerde ze de voorrondes.
In december 2005 werd bekend dat haar contract bij de AVRO niet werd verlengd, waarop ze voor Talpa ging werken, en het programma Thuis ging presenteren. In 2008 was ze jurylid in de derde reeks van het programma Steracteur Sterartiest op de Belgische televisiezender Eén. Vanaf 30 maart 2012 was Groothuizen te zien in het televisieprogramma De Vrienden van Amstel zingen Kroonjuwelen, op SBS6, een show waarin bekende artiesten hun favoriete kroonjuweel zingen. In mei 2012 deed Groothuizen mee als te verleiden kandidaat in het televisieprogramma Mag ik u kussen?
In juni 2012 tekende ze een driejarig contract bij RTL 4. Ze verscheen onder meer in het nieuwe programma Beat the Best. Daarnaast werd ze coach-jurylid voor de RTL 4-programma's X Factor, The voice of Holland, The Voice Kids, It Takes 2 en Holland's Got Talent. In 2013 nam Groothuizen deel aan het programma De beste zangers van Nederland.
Op 25 juni 2015 werd bekend dat Groothuizen haar contract bij RTL Nederland met twee jaar had verlengd. Vanaf het voorjaar van 2016 zit Groothuizen in de jury van Holland's Got Talent en presenteerde ze Koopziek: Ik kan niet stoppen met shoppen.
Tijdens een radioprogramma in mei 2018 werd bekendgemaakt dat Groothuizen, die eerder coach was in The voice of Holland en The Voice Kids, de laatste coach is die toegevoegd wordt aan het nieuwe RTL 4 programma genaamd The Voice Senior.
In juni 2018 werd bekendgemaakt dat Groothuizen het stokje overneemt van Wendy van Dijk in het programma Obese. Vanaf augustus 2018 is zij coach in The Voice Senior.
Op 24 januari 2019 werd bekendgemaakt dat Groothuizen een van de vijftig internationale experts is in het nieuwe programma The World’s Best op de Amerikaanse televisiezender CBS. Dit programma beoordeelt deelnemers die komen uit de hele wereld en kunnen net als in de Got Talentshows hun talent op een bepaald gebied laten zien. In Nederland is dit programma te zien op SBS6.
Sinds 2020 presenteert Groothuizen beurtelings met Natasja Froger en Caroline Tensen het RTL 4-programma Five Days Inside, ze nemen hierbij de presentatie over van Beau van Erven Dorens waar voorheen het programma naar vernoemd was.
Ook is Groothuizen te zien als gastcoach in de knock-outfase van The Voice of Holland. In 2022 speelt ze een van de grote bijrollen in de televisieserie Tweede Hans als dirigente Femke.
Sinds 2022 is Angela Groothuizen verantwoordelijk voor het jureren van de tributebands in het SBS6-programma The Tribute: Battle of the Bands.

## Theater
Groothuizen heeft verschillende theaterprogramma's gemaakt. Haar debuut maakte ze in 1988 in de show Purper Pastiche met cabaretgroep Purper. In 1994 ging ze als solo artiest het theater in met het programma Spelen, en in de periode van 1996 en 1997 speelde ze Wegwijs in Ikea (40 voorstellingen). Dit programma was een mix van kleinkunst en rock-'n-roll. Met het programma De rotonde (met repertoire van tekstschrijven Rob Crispijn), trad Groothuizen tien keer op in de Stadsschouwburg van Amsterdam. Van 2001 tot 2005 toerde ze door het land samen met de formatie JAM, bestaande uit Julya Lo'ko en Mildred Douglas (die later werd vervangen door Berget Lewis). Tijdens de tournee werden onder meer liedjes van Sting gezongen. De laatste show ging over liedjes van Woodstock. In 2008 toerde Groothuizen solo door het land met haar theatervoorstelling Klein. In 2010 en 2011 stond ze op het toneel met haar voorstellingen Label, in 2011 en 2012 speelde ze Angela en de Optigan, in 2013 en 2014 Eeuwige Jeugd en in 2015 en 2016 Ikigai.
Ze maakte deel uit van de theatergroep Purper, waarmee ze een theatertournee deed. Daarnaast stond ze af en toe op het toneel met Adelheid Roosen en Leoni Jansen.

## Radio
Sinds zaterdag 5 februari 2022 presenteert Angela Groothuizen een radioshow bij Omroep MAX op NPO Radio 5.

## Discografie

### Albums
| Album                                                      | Verschijnen      | Label           | Hitlijsten | Hitlijsten | Opmerkingen |
| Album                                                      | Verschijnen      | Label           | NL1        | NL1        | Opmerkingen |
| Album                                                      | Verschijnen      | Label           | Piek       | Weken      | Opmerkingen |
| ---------------------------------------------------------- | ---------------- | --------------- | ---------- | ---------- | ----------- |
| Young Souls (als Angela & the Rude / met Ruud Mulder)      | 1990             | EMI Music       | 37         | 11         | Studioalbum |
| Walking on Water (als Angela & the Rude / met Ruud Mulder) | 1992             | EMI Music       | 69         | 5          | Studioalbum |
| Groothuizen                                                | 1996             | EMI Music       | 41         | 8          | Studioalbum |
| Melk en honing                                             | 27 maart 2008    | AGP Records     | 46         | 3          | Studioalbum |
| Ik verdedig                                                | 24 november 2011 | Universal Music | 34         | 18         | Studioalbum |
| Eeuwige jeugd                                              | 06 februari 2015 | Universal Music | 31         | 6          | Studioalbum |

### Nummers met notering(en) in een hitlijst
| Lied                                                             | Verschijnen     | Album               | Hitlijsten  | Hitlijsten  | Hitlijsten    | Hitlijsten    | Opmerkingen       |
| Lied                                                             | Verschijnen     | Album               | NL (Top 40) | NL (Top 40) | NL (Top 100)1 | NL (Top 100)1 | Opmerkingen       |
| Lied                                                             | Verschijnen     | Album               | Piek        | Weken       | Piek          | Weken         | Opmerkingen       |
| ---------------------------------------------------------------- | --------------- | ------------------- | ----------- | ----------- | ------------- | ------------- | ----------------- |
| Pressure (als Angela & the Rude / met Ruud Mulder)               | 1990            | Young Souls         | 21          | 5           | 19            | 10            |                   |
| Young Souls (als Angela & the Rude / met Ruud Mulder)            | 1990            | Young Souls         | 32          | 3           | 20            | 17            |                   |
| Back to the Real World (als Angela & the Rude / met Ruud Mulder) | 1992            | Walking on Water    | tip11       | —           | 60            | 5             |                   |
| Bier en bitterballen                                             | 21 januari 2010 | Melk en honing      | —           | —           | 81            | 1             |                   |
| Niets blijft                                                     | 5 oktober 2010  | Ik verdedig         | tip5        | —           | 13            | 7             |                   |
| Heimwee (met Yes-R)                                              | 2012            | Fashion (van Yes-R) | tip5        | —           | 31            | 2             |                   |
| De helft van mij                                                 | 20 januari 2013 | —                   | tip19       | —           | 19            | 1             |                   |
| Ome Duo                                                          | 21 april 2023   | —                   | tip2        | —           | 30            | 12            | Goud in Nederland |

## Filmografie

### Film
| Jaar        | Titel                                     | Rol               | Opmerkingen                               |
| ----------- | ----------------------------------------- | ----------------- | ----------------------------------------- |
| 1987        | Dutch Treat                               | Angela            | Film                                      |
| 1994        | Ko de Boswachtershow                      | Rol onbekend      | Televisieserie                            |
| 1996        | Baantjer                                  | Corrie Jaspers    | Gastrol                                   |
| 1998 - 1999 | Blood Brothers                            | Mevrouw Jonkers   | Musical                                   |
| 1998        | Pittige tijden                            | Gastrol           | Televisieserie                            |
| 2001        | Costa!                                    | Erna              | Afl. "Zwoele nachten" en "Natte T-shirts" |
| 2002        | Pietje Bell                               | Moeder Bell       | Film                                      |
| 2002        | Snapshots                                 | Rose              | Film                                      |
| 2003        | Pietje Bell 2: De Jacht op de Tsarenkroon | Moeder Bell       | Film                                      |
| 2004        | Good Boy!                                 |                   | Stem                                      |
| 2005 - 2007 | Hotnews.nl                                | Sylvia van Bommel | Jeugdserie                                |
| 2009        | De TV Kantine                             | Zichzelf          | Afl. 1 / seizoen 1                        |
| 2010        | 't Spaanse Schaep                         | Trudy Braams      | Afl. "Trudy"                              |
| 2012        | Van God Los                               | Cobie Slokker     | Televisieserie                            |
| 2015        | Danni Lowinski                            | Gastrol           | Televisieserie                            |

### Televisie

#### Presentatie
- Popcorn (1981) - KRO
- Sex met Angela (1993-1994) - AVRO
- De Uitdaging (1990-1998) - AVRO
- Wie is de Mol? (1999-2005) - AVRO
- Angela & Co (2003-2004) - AVRO
- Junior Eurovisiesongfestival (2003-2004) - AVRO
- Thuis (2005) - Talpa
- Ik kom bij je eten (2009-2012) - RTL 4
- RTL Boulevard (2009) - RTL 4 (vervangende showbizzdeskundige)
- SOS verbouwing (2009) - RTL 4
- Sta op tegen kanker (2011) - AVRO
- Een nieuw begin (2012-2013) - RTL 4
- Comedy Kids (2013) - RTL 4
- Wie doet de afwas? (2015) - RTL 4
- Koopziek (2016) - RTL 5
- RTL Live (2016-2017) - RTL 4
- Voor ik het vergeet (2017) - RTL 4
- Ereveld Vol Leven (2017) - RTL 4
- Spreekrecht (2017) - RTL 4
- Obese (2019-2020) - RTL 4
- Ver Van Huis (2019) - RTL 4
- Five Days Inside (2020) - RTL 4

#### Jury/panel en overig
- Toppop Yeah (1998-2001) - AVRO (teamcaptain)
- Steracteur Sterartiest (2008) - Eén (jurylid)
- Ranking the Stars (2009) - BNN (deelneemster)
- Let's Dance (2009) - RTL 4 (jurylid)
- X Factor (2009-2013) - RTL 4 (jurylid)
- The Voice of Holland (2010-2012) - RTL 4 (jurylid-coach)
- The Voice Kids (2011-2015) - RTL 4 (jurylid-coach)
- De Vrienden van Amstel zingen Kroonjuwelen (2012) - SBS6 (panellid)
- Beat the Best (2012) - RTL 4 (jurylid)
- Mag ik u kussen? (2012) - AVRO (kandidaat)
- Top 2000 Quiz (2012) - NTR (deelneemster)
- De beste zangers van Nederland (2013) - TROS (deelneemster)
- Typisch Carlo & Irene (2014) - RTL 4 (deelneemster)
- Chantal blijft slapen (2014) - RTL 4
- Carlo's TV Café (2015, 2016) - RTL 4 (co-host)
- It Takes 2 (2016-2018) - RTL 4 (jurylid)
- Holland's Got Talent (2016-2020) - RTL 4 (jurylid)
- Gordon Gaat Trouwen (2017) - RTL 4 (trouwambtenaar)
- Oh, wat een jaar! (2017) - RTL 4 (deelneemster)
- The Big Music Quiz (2018) - RTL 4 (deelneemster)
- Naar bed met Irene (2018) - SBS6 (hoofdgast)
- The Voice Senior (2018-2021) - RTL 4 (jurylid-coach)
- The World’s Best (2019) - CBS (internationale expert)
- The Voice of Holland (2020) - RTL 4 (gastcoach knock-out fase)
- The Tribute: Battle of the Bands (2022-heden) - SBS6 (jurylid)
- The Talent Scouts (2023) - SBS6 (scout)
- Top 2000 Quiz (2023) - NTR (deelneemster)
- That's My Jam (2024) - Omroep ZWART (deelneemster)
- Onderaan de streep (2024) - BNNVARA (deelneemster)
- Adieu God? (2025) - EO (gast)

#### Actrice
- Dolly Dots (1983 - 6 afleveringen) - zichzelf
- Dutch Treat (1987) - zichzelf
- Baantjer (1997) - Corry Jaspers
- Costa! (2001) - Erna
- Snapshots (2002) - Rose
- Pietje Bell (2002) - Moeder Bell
- Pietje Bell 2: De Jacht op de Tsarenkroon (2003) - Moeder Bell
- Wie is de Mol? (2006) - Ground Stewardess
- Hotnews.nl (2006) - Sylvia
- De TV Kantine (2009) - Angela Groothuizen
- 't Schaep met de 5 pooten (2010) - Trudy Braams
- Van God Los (2012)
- Tweede Hans (2022) - Femke (dirigent)
- Scrooge Live (2022) - Geest van het heden

## Theatershows

### Purper
- Purper Pastiche (1988-1990)

### Solo
- Spelen (1994)
- Wegwijs in Ikea (1996)
- Klein (2007-2008)
- Label (2009-2010)
- Angela en de Optigan (2011-2012)
- Eeuwige Jeugd (2013-2014)
- Ikigai (2016)
- Lueke binge (2019-2020)

## Onderscheidingen
- 2012 - Ridder in de Orde van Oranje-Nassau
- 2013 - Annie M.G. Schmidt-prijs 2012 voor het lied Vinkeveen, samen met tekstschrijver Jan Beuving en componist Nico Brandsen.